# (6272) 1992 EB
(6272) 1992 EB es un asteroide perteneciente al cinturón de asteroides, región del sistema solar que se encuentra entre las órbitas de Marte y Júpiter, descubierto el 2 de marzo de 1992 por Seiji Ueda y el astrónomo Hiroshi Kaneda desde el Kushiro Marsh Observatory, Hokkaido, Japón.

## Designación y nombre
Designado provisionalmente como 1992 EB. 

## Características orbitales
1992 EB está situado a una distancia media del Sol de 2,184 ua, pudiendo alejarse hasta 2,364 ua y acercarse hasta 2,005 ua. Su excentricidad es 0,082 y la inclinación orbital 0,902 grados. Emplea 1179,68 días en completar una órbita alrededor del Sol.

## Características físicas
La magnitud absoluta de 1992 EB es 14,5. 